# محرك فورد إكوبوست
إيكوبوست هي عائلة من محركات البنزين التوربينية، حقن مباشر التي تنتجها شركة فورد للسيارات وشارك في وضعها عن طريق الهندسة FEV.
تم تصميم محركات مجهزة بتكنولوجيا إيكوبوست لتقديم قوة وعزم دوران أكبر يتفق مع إزاحة محرك كبيرة، محرك السحب الطبيعي حين تحقيق ما يقرب من الكفاءة في استهلاك الوقود أفضل 20٪ و15٪ تخفيض من الانبعاثات المسببة للاحتباس الحراري أفضل من هذه المحركات نفسها. النسبية لانتاج الطاقة والوقود من كفاءة السيارات الهجين وتكنولوجيات الديزل، ترى فورد أن إيكوبوست تصلح بديلا بأسعار معقولة وتنوعا ويعتزم استخدامها على نطاق واسع في تطبيقات سيارات المستقبل.

## الإنتاج العالمي
تكنولوجيا إيكوبوست المحرك التوربيني للبنزين ذى الحقن المباشر يضيف 125 من براءات الاختراع وطلبات براءات الاختراع لفورد 4,618 النشطة والآلاف من براءات الاختراع الأمريكية قيد الإفرار.
ويجري تجميع محركات V6 إيكوبوست في مصنع محركات كليفلاند رقم 1 في بروك بارك، أوهايو.
وسيتم إنتاج محركات 2.0 لتر I4 إيكوبوست في إسبانيا في عام 2009 مصنع محركات فالنسيا فورد. وسوف تتاح للمحركات 1.6 لتر I4 معارض السيارات في مصنع محرك فورد بردجند في المملكة المتحدة. وسيتم إنتاج الصغيرة النزوح I3 EcoBoost محرك المستقبل سواء على مصنع المحرك فورد كولونيا في ألمانيا، وفي فورد رومانيا.
بحلول عام 2012، وتخطط الشركة لإنتاج 750,000 وحدة سنويا إيكوبوست في الولايات المتحدة و1.3 مليون على مستوى العالم في السوق العالمية. يتوقع فورد أكثر من 90 في المئة من مجموعتها العالمية للمركبات (ويشمل تشكيلة أمريكا الشمالية) لتقديم تكنولوجيا المحركات إيكوبوست بحلول عام 2013. من بداية الأمر نم بيع المحركات، حتى نوفمبر 2012، وقد تم بيع 500,000 سيارة فورد إيكوبوست.

### التسويق: GTDi
تستخدم فولفو مصطلح 'PTDi' (حقن البنزين المباشر تيربو) للمحرك 1.6L I4 عند إدخال مفهوم فولفو S60 وبالنسبة للمحرك 2.0L I4 عند إدخال فولفو XC60.

## إيكوبوست I-3

### إيكوبوست 1.0 L I-3

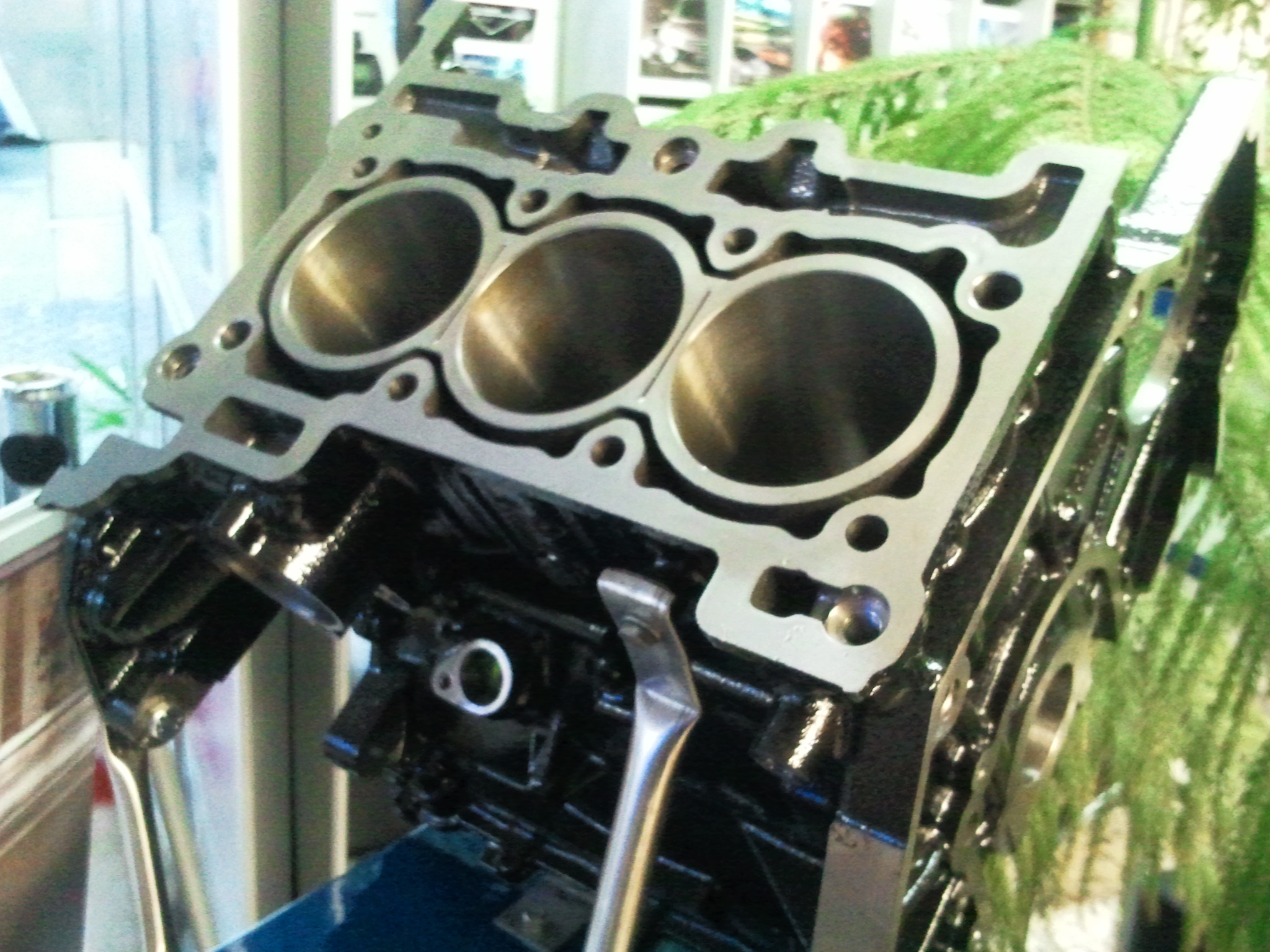

فورد تنتج حاليا 1.0 ليتر توربو المضمنة ثلاث أسطوانات المحرك لإيكوبوست الأسرة وضعت في دونتون فورد في المملكة المتحدة. بدأ الإنتاج في أبريل 2012. 1.0 يأتي في البداية في نسختين: 74 كـو (101 PS؛ 99 حصان) و88 إلى 92 كـو (120 إلى 125 PS؛ 118 إلى 123 حصان). نسخة أكثر قوة يسلم كحد أقصى 170 ن·م (125 رطل·قدم) من 1,400–4,500 rpm and 200 ن·م (148 رطل·قدم) على مؤازر إضافي، الأمر الذي يجعل منحنى العزم أوسع بالمقارنة مع محرك البنزين الذي بأخذ البنزين بشكل طبيعي. كتلة المحرك هي من الحديد الزهر بدلا من الألومنيوم تعطى لمدة تصل إلى 50٪ أسرع للتسخين، على حساب الوزن الإضافي. بسبب الاهتزازات الطبيعية للتصميم ذى 3 أسطوانات، كانت الحذافة غير متوازنة عمدا لضمان حسن السير، من دون استخدام خفض الطاقة التوازن رمح. كما يتميز المحرك بوجود حزاما للتوقيت الداخلي، مغمورا في زيت المحرك، لحياة طويلة وزيادة في الكفاءة وخفض للضوضاء. ويلقي مشعب العادم في الاسطوانة، والحد من توقيت التسخين وبالتالي مزيد من المساعدة في زيادة الكفاءة. كل هذا يتم تعبئته في كتلة المحرك في مثل حجم ورقة A4. مع مقدمة من وجهه رفعت فورد فييستا 2013، قدم فورد نسخة تستنشق الوقود طبيعيا 1.0 محرك فوكس. هناك إصداران إنتاج 65 حصان و80 حصان، وكلاهما يستخدم محركات الحقن المباشر بالوقود Ti-VCT ومثل الإصدارات التوربيني، والتكنولوجيا، بدء وقف هو متاح أيضا.
ويتم إنتاج المحركات في كولونيا، ألمانيا وكرايوفا، برومانيا مع لتوسيع الإنتاج في وقت لاحق تشونغتشينغ، في الصين. ومن المتوقع أن يكون الإنتاج 700,000-1,500,000 وحدة سنويا. المحرك هو متاح في (فورد فوكوس)، ومقرها التركيز فورد C-MAX وجراند C-MAX ويستند الإنتاج القائم على فيستا B ماكس. ولم تعلن فورد انها قد تكون متاحة في المستقبل لأسواق أمريكا الشمالية.
فورد قد أعلنت أن محرك إيكوبوست 1.0L سوف يكون متاحا للسوق الأمريكية بدءا من موديلات 2014 فورد فييستا سيدان وهاتشباك. أعلن ذلك في في عام 2012 في معرض لوس أنجليس للسيارات، عندما قدمت لأول مرة السيارة فيستا 2014.

#### الإنتاج
(100 hp)
- 2012 - (فورد فوكوس)
- 2012 - فورد سي ماكس
- 2012 - فورد B-ماكس
- - 2013 فورد فييستا

(125 hp)
- 2012 - (فورد فوكوس)
- 2012 - فورد سي ماكس
- 2012 - فورد B-ماكس
- - 2013 فورد فييستا
- - 2013 فورد Ecosport
- - 2013 فورد مونديو

#### المواصفات
نوع - الشاحن التربيني، والبنزين الحقن المباشرالمحرك المشتمل على أربعة أسطوانات مع توقيت توأم عمود الحدافات المتغير المستقل

الإزاحة-1,999 سم3 (2 ل؛ 122 بوصة3)

| More Details |
| --- |
| نوع توربو، البنزين الحقن المباشر مضمنة محرك أربع أسطوانات مع توفيت توأم عمود الحدافات المتغير المستقل Displacement 1,999 سم3 (2 ل؛ 122 بوصة3) Bore 87.5 mm (3.4 in) Stroke 83.1 mm (3.3 in) Compression ratio 10.0:1 Valve gear DOHC with 4 valves per cylinder, twin independent variable cam timing Cylinder head DOHC Gravity die cast aluminium alloy with sintered valve guides and seats Cylinder block High pressure die casting aluminium alloy with bed plate Camshaft drive Single chain Crankshaft Cast iron with 47mm-diameter crankpins, eight counterweights, five 52mm-diameter main bearings and damped front pulley Engine management Bosch MED17 with CAN-Bus and individual knock control Fuel injection High pressure fuel direct injection with 7-hole injectors Emission control Close coupled three way catalyst system with heated oxygen sensors and catalyst monitor sensors post catalyst Emission level Euro Stage 5 Turbocharger Borg Warner K03 low inertia integrated turbo system Lubrication system ? System capacity with filter ? |

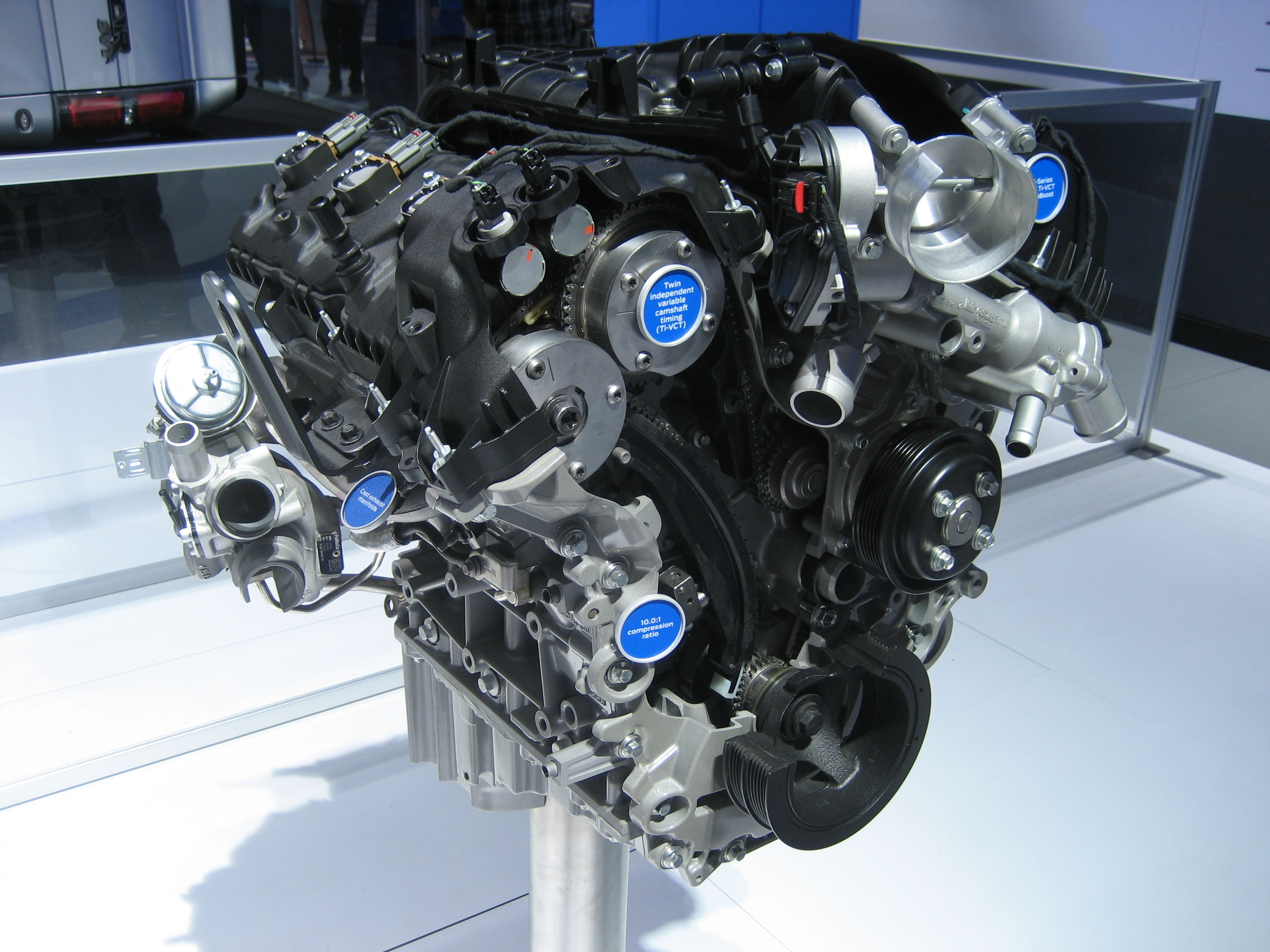
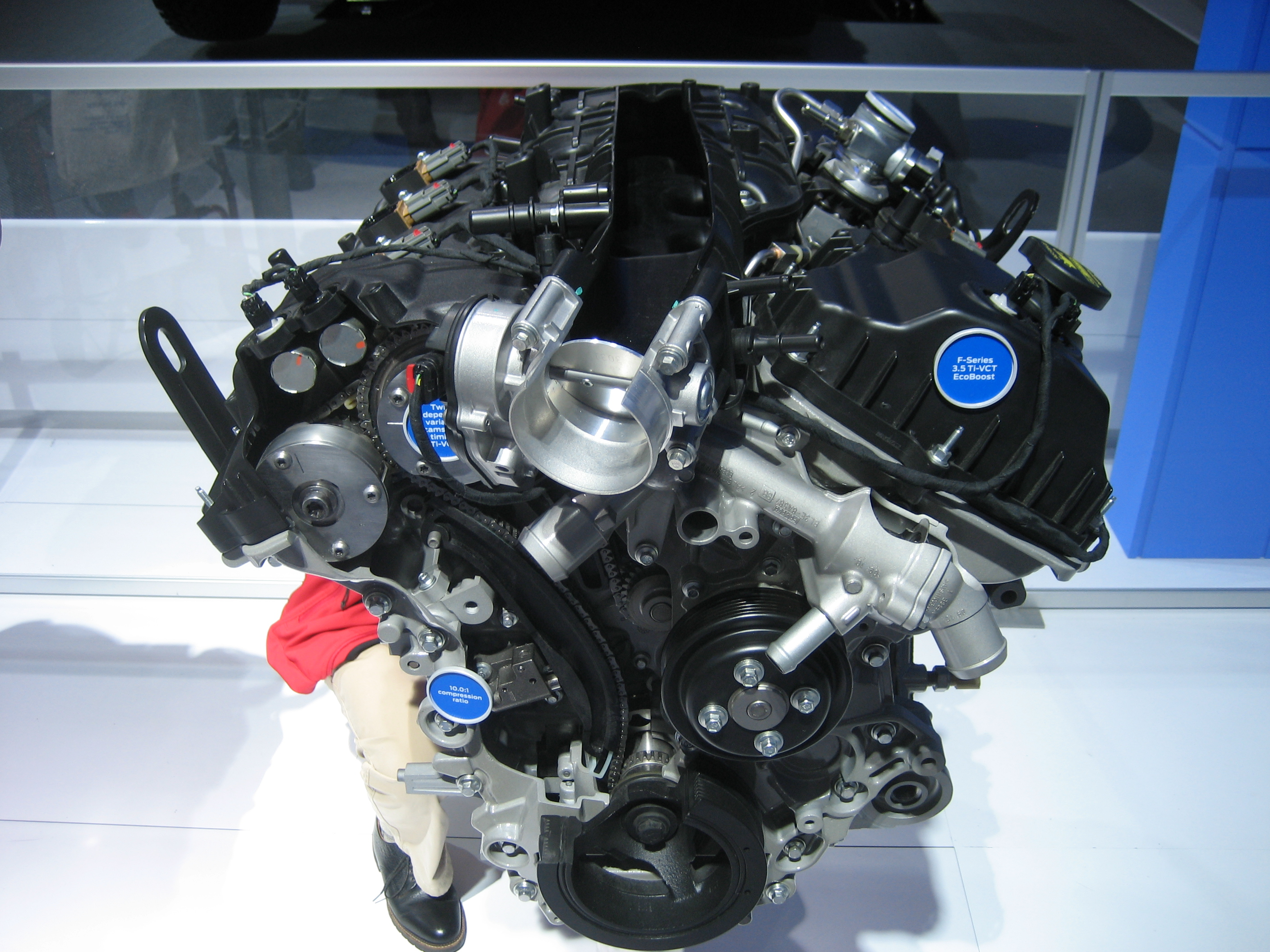
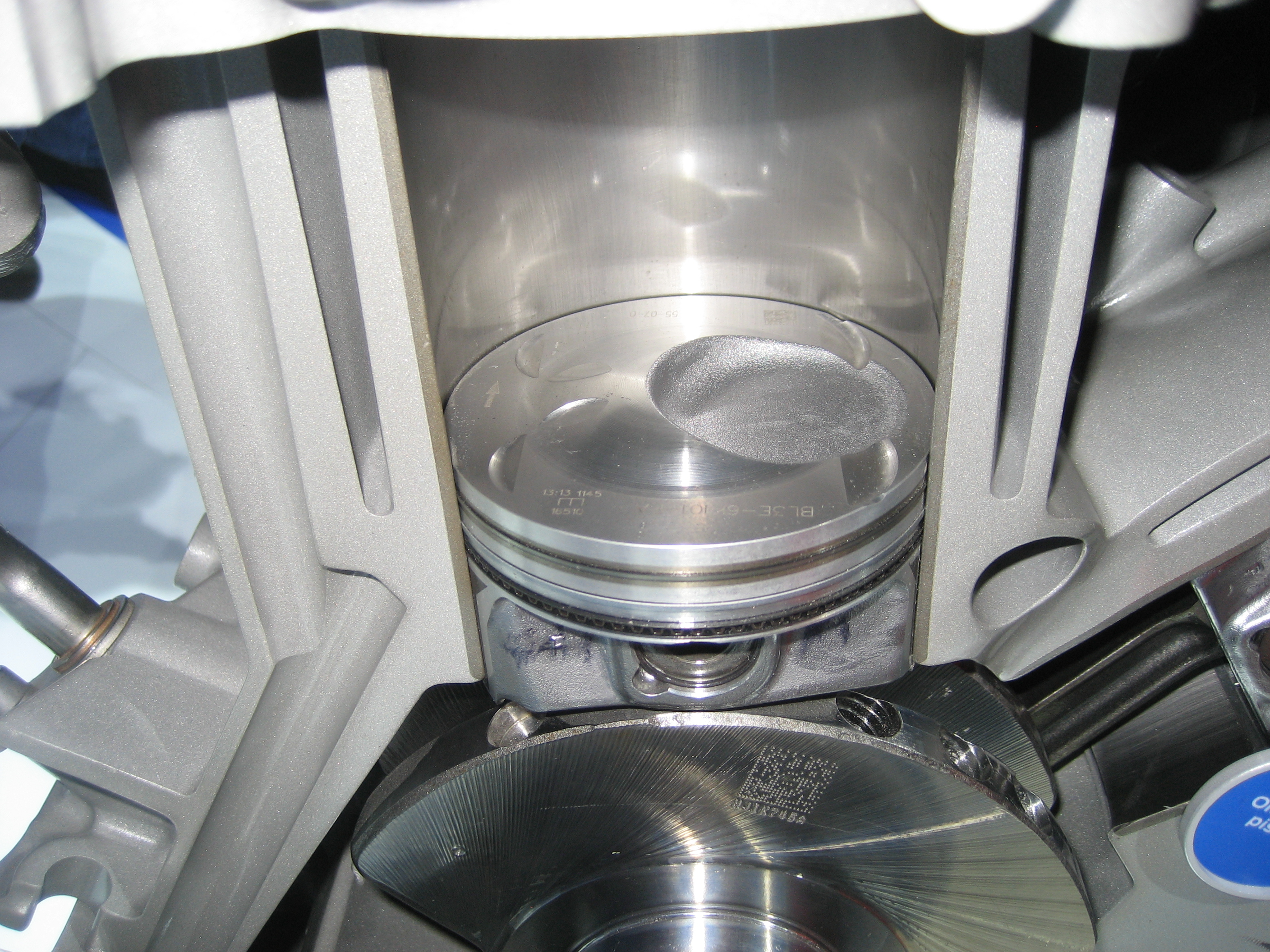
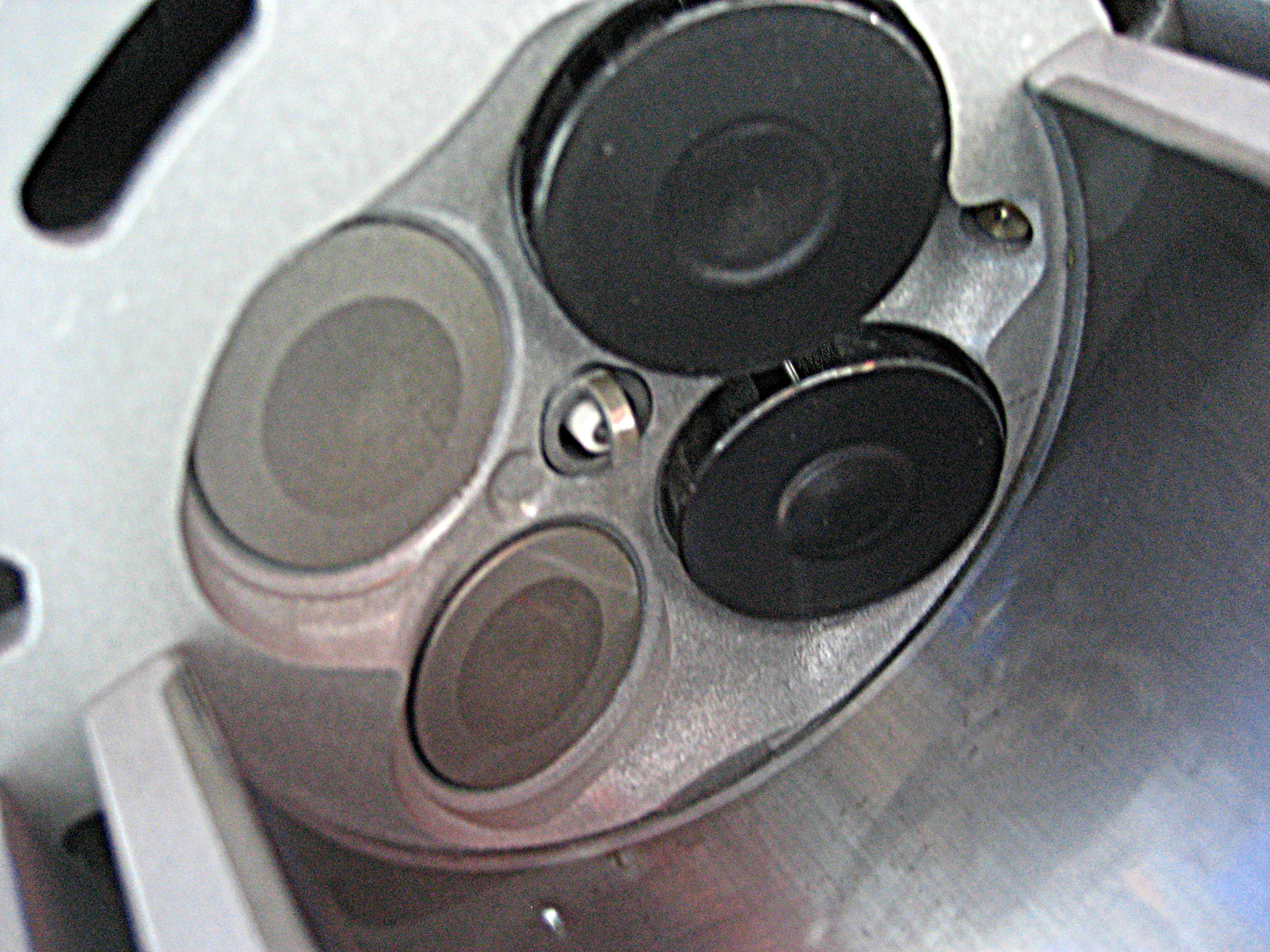
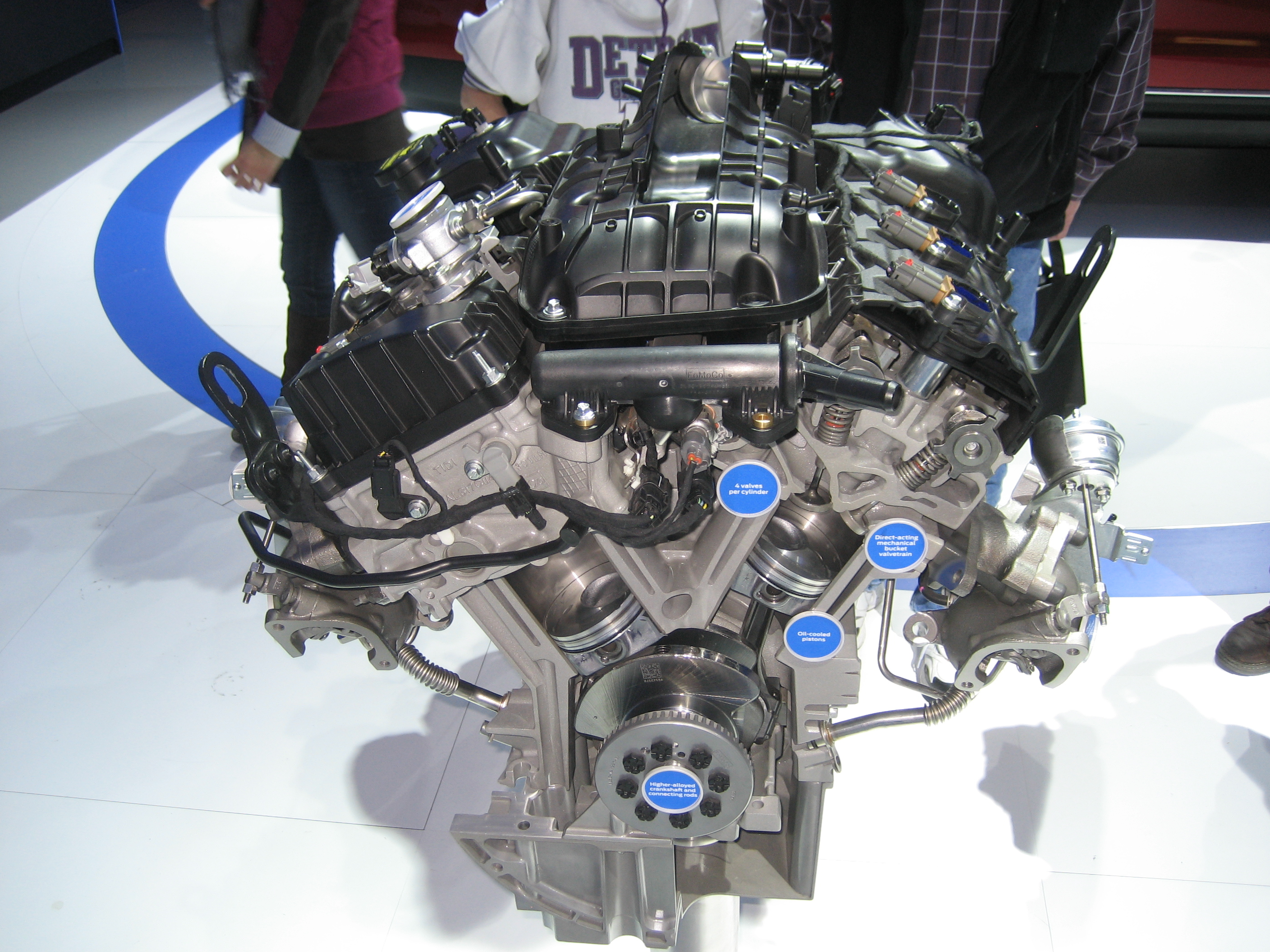

## الهامش
1. ↑  "::: Ford of Europe Press Kit – All-new Ford Focus – January 2011 :::". All-newfordfocus.fordmedia.eu. مؤرشف من الأصل في 2012-06-16. اطلع عليه بتاريخ 2012-01-24.
2. ↑  Ford Focus 1.0-litre EcoBoost review | Auto Express نسخة محفوظة 28 يونيو 2012 على موقع واي باك مشين.
3. ↑  fev.com نسخة محفوظة 29 فبراير 2020 على موقع واي باك مشين.
4. ↑  "Ford to Equip Half A Million Vehicles with EcoBoost Engine Technology for Up To 20% Better Fuel Economy". Media.Ford.com. 6 يناير 2008. مؤرشف من الأصل في 2013-07-28.
5. ↑  "EcoBoost contributes 980 new U.S. patents, continues Ford tradition of patent quality". Media.Ford.com. 2 أكتوبر 2009. مؤرشف من الأصل في 2013-07-26. اطلع عليه بتاريخ 2009-11-24.
6. ↑  Kroll, Kathie (18 مايو 2009). "Ford Cleveland Engine Plant No. 1 in Brook Park reopens after about 2 years". Cleveland.com. مؤرشف من الأصل في 2017-07-10. اطلع عليه بتاريخ 2009-11-24.
7. 1 2 3 4 5  "500,000 Ford Ecoboost Sold". Ford Media. ScoopCar. 21 نوفمبر 2012. مؤرشف من الأصل في 2017-07-04.
8. ↑  "Pump it Up: EcoBoost Twin Turbos Pack Power to Give V-6 Engines V-8 Performance Feel". Ford Media. Ford Motor Company. 11 يناير 2009. مؤرشف من الأصل في 2011-05-25.
9. ↑  "2010 Volvo S60 Concept Offers Look at EcoBoosted 1.6-liter Engine". KBB Green. Kelley Blue Book. مؤرشف من الأصل في 2009-07-22.
10. ↑  "Volvo V70 and S80, Now with 2.0 GTDi". autoevolution. مؤرشف من الأصل في 2017-07-05. اطلع عليه بتاريخ 2011-03-18.
11. ↑  "Ford produces the smallest motor in its history – three-cylinder 1.0-Litre EcoBoost". 6 يونيو 2010. مؤرشف من الأصل في 2016-07-28.
12. ↑  "1.0 Ecoboost for Europe". مؤرشف من الأصل في 2018-06-13. اطلع عليه بتاريخ 2011-10-24.
13. ↑  "Ford B-MAX Revealed Before 2012 Geneva Motor Show". http://www.autoguide.com. مؤرشف من الأصل في 2017-07-10. اطلع عليه بتاريخ 2012-02-11. {{استشهاد ويب}}: روابط خارجية في |عمل= (مساعدة)

## وصلات خارجية
- Ford EcoBoost on YouTube
- Ford EcoBoost Engine Technology: More with Less
- Ford Racing
- Ford EcoBoost Information, Videos, & Facts.

قالب:Ford Taurus